# Achille Olivieri
Achille Olivieri (Salerno, 26 ottobre 1911 – Cefalonia, 24 settembre 1943) è stato un militare italiano, insignito nel 1975 della medaglia d'oro al valor militare. Era sposato con Alessandra Barbato.

## Biografia
Durante la seconda guerra mondiale, combatté e fu ferito sul fronte greco-albanese; in seguito fu assegnato alla Divisione Acqui, con l'incarico di cartografo.
Fu impegnato nei combattimenti sull'isola di Cefalonia, che opposero l'esercito italiano e quello tedesco dopo l'armistizio dell'8 settembre 1943; il 24 settembre fu fucilato insieme ad altri ufficiali nella Casetta Rossa. Per il valore mostrato in battaglia, fu insignito della medaglia d'oro al valor militare, conferita il 24 settembre 1975.